# Leptothorax stramineus
Leptothorax stramineus är en myrart som först beskrevs av Arnold 1948.  Leptothorax stramineus ingår i släktet smalmyror, och familjen myror. Inga underarter finns listade i Catalogue of Life.